# Milan Hejduk (spisovatel)
Milan Hejduk (* 1954) byl český spisovatel žánru science fiction. Absolvent fakulty strojního inženýrství ČVUT v Praze.
Psal povídky, které byly většinou publikovány časopisecky. Knižně byl poprvé publikován ve vědeckofantastické sbírce Albatrosu z roku 1980 Neviditelní zloději, kde mu byly otištěny povídky Pozemští poutníci a Starý dům.
V antologii Lidé ze souhvězdí Lva vydané v Praze v roce 1983 nakladatelstvím Mladá fronta byla Milanu Hejdukovi publikována povídka Pes. V antologii Pramlok: Cena Karla Čapka za rok 1982 mu byla vydána povídka Kolonie.